# Natuurreservaat Amana
Het Natuurreservaat Amana (Frans: Réserve naturelle nationale de l'Amana) is een natuurreservaat dat gelegen is aan de kust in de gemeenten Awala-Yalimapo en Mana van Frans-Guyana, Frankrijk. Het is beschermd omdat het één van 's werelds belangrijkste broedplaatsen van de lederschildpad is.

## Overzicht
Het natuurreservaat strekt zich uit van de Marowijne tot aan de Organobo en bevat stranden, mangrovebossen, moerassen en savannes.
De lederschildpad (Dermochelys coriacea) kiest specifieke stranden om haar eieren te leggen. Amana en Galibi in Suriname aan de overkant van de Marowijne zijn één van de belangrijkste broedplaatsen. Het aantal stranden dat geschikt wordt geacht is heel beperkt. Andere schildpadden die gebruik maken van het strand zijn de soepschildpad, de warana en occasioneel ook de karetschildpad.
Het werd op 13 maart 1998 beschermd als reservaat, en beslaat 148 km2 van de kustzone.

## Galerij

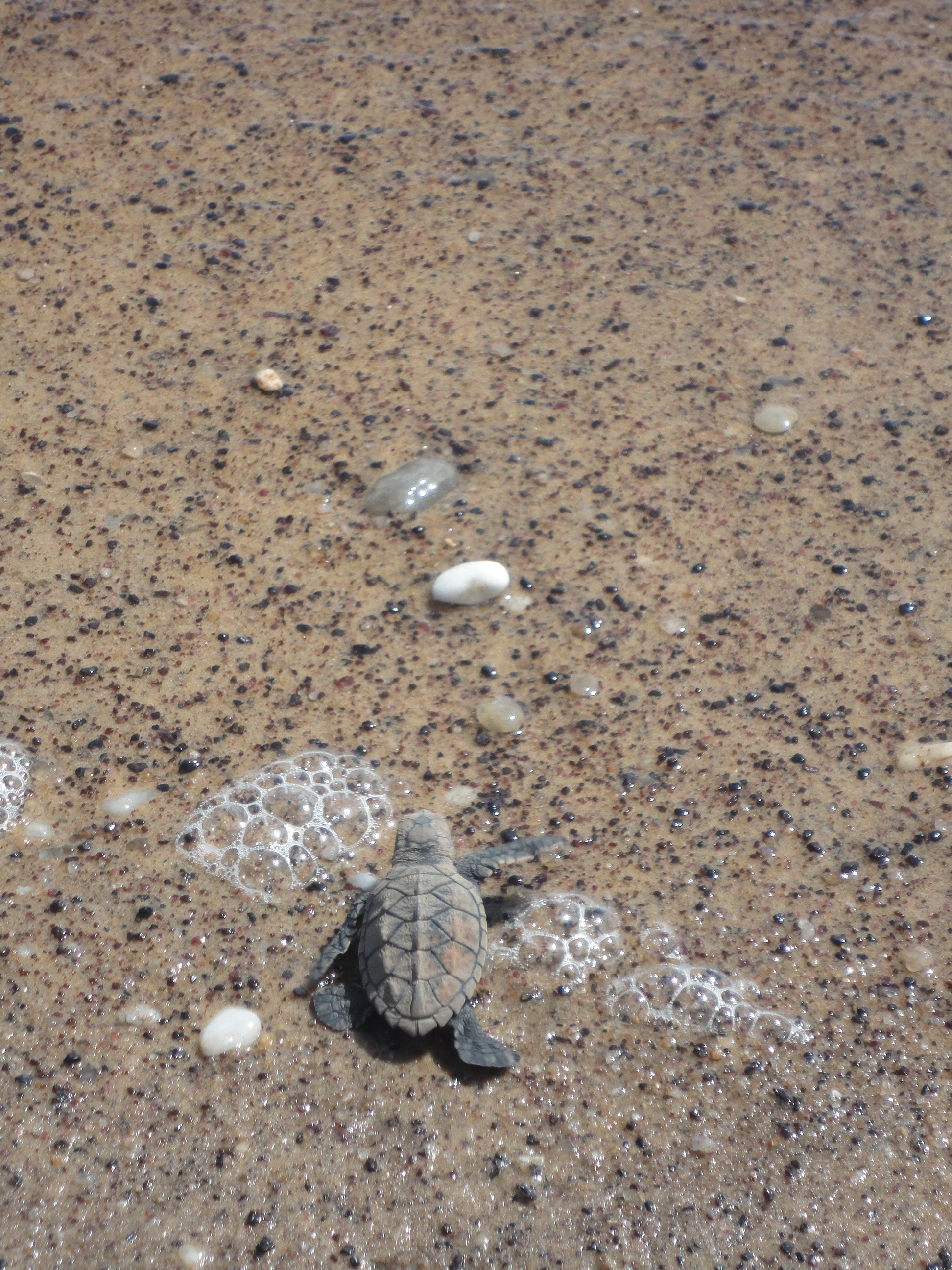
Babyschildpad
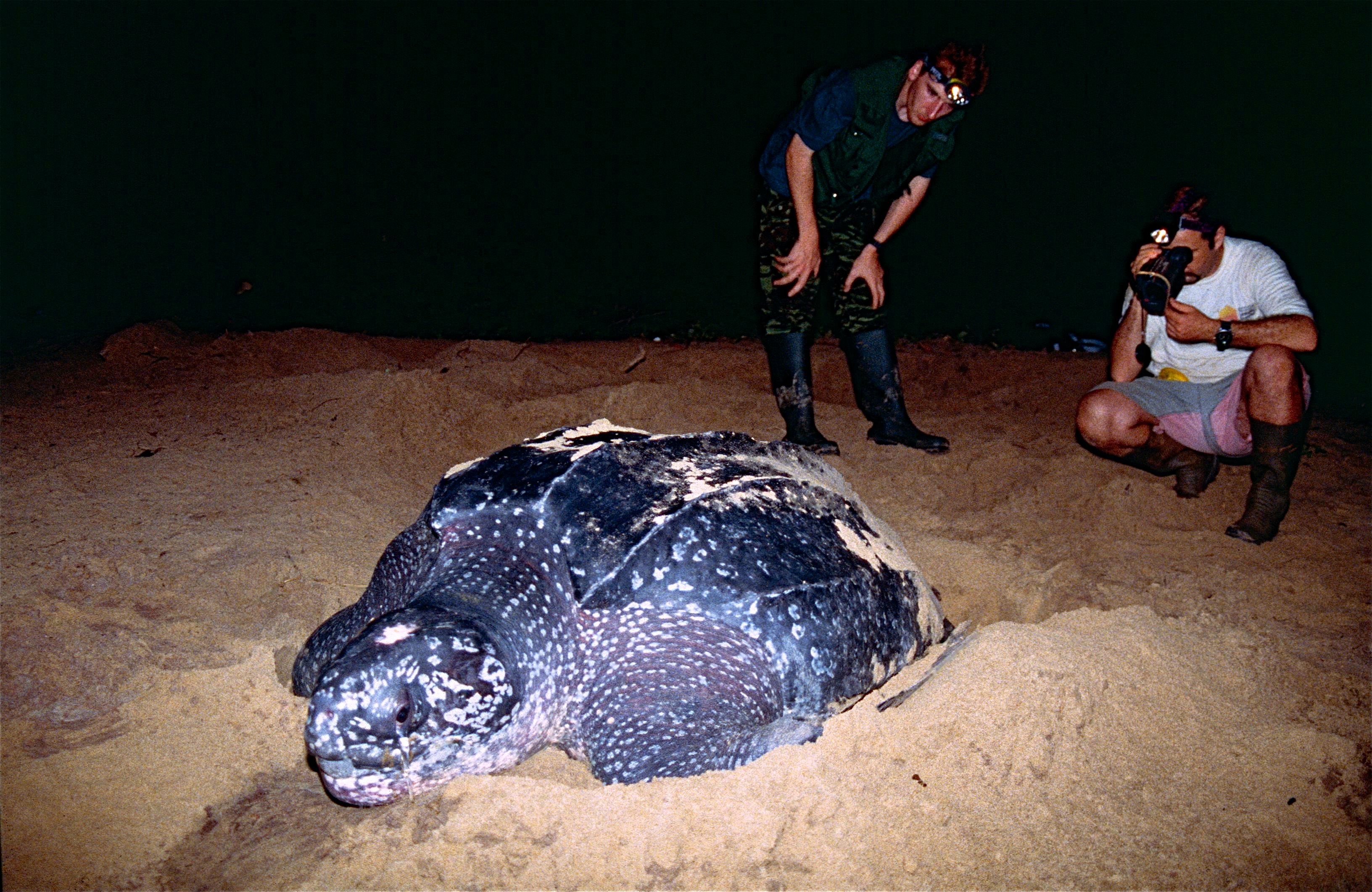
Lederschildpad is eieren aan het leggen
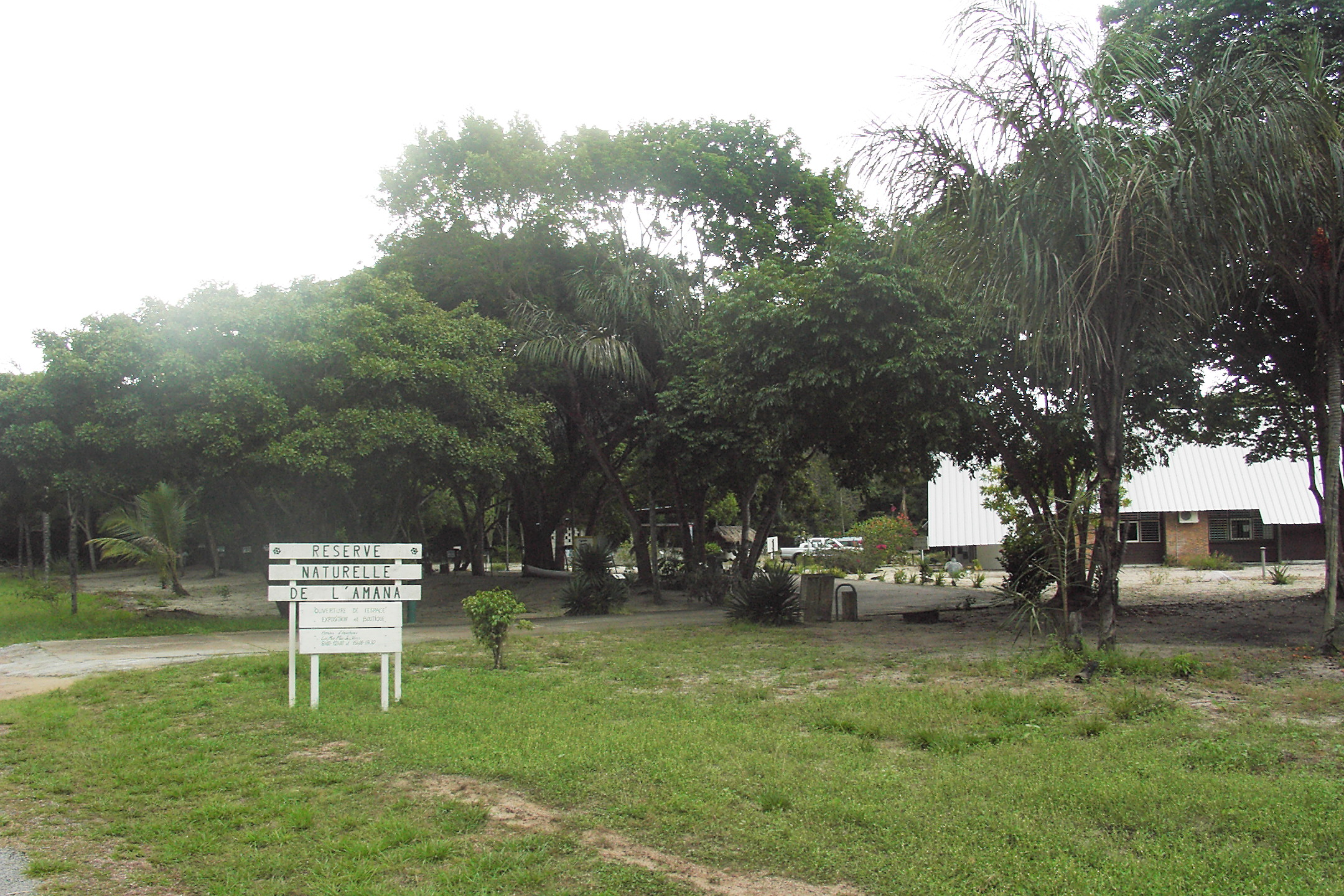
Toegang tot het reservaat
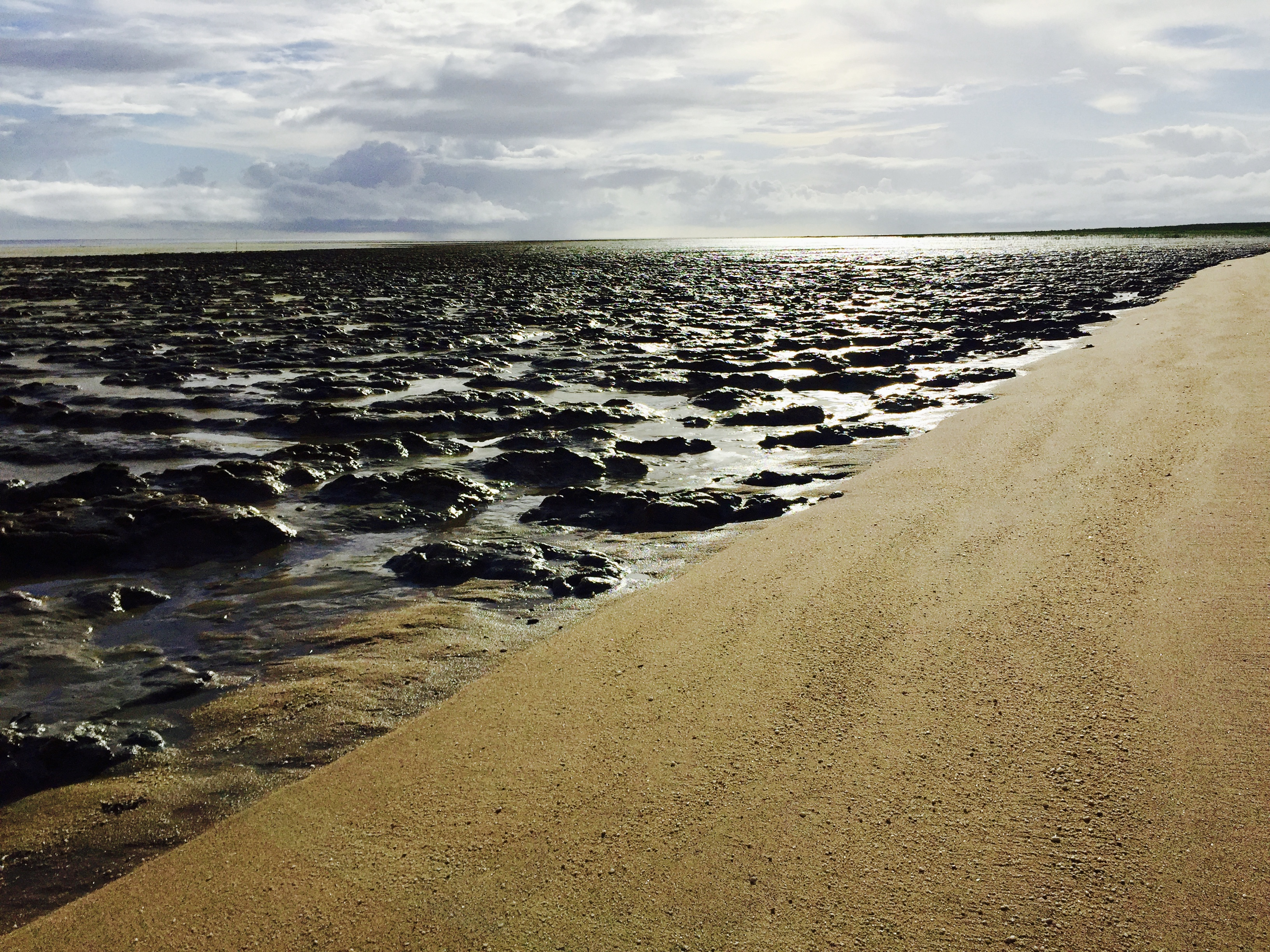
Strand van Amana